# 비원떡집
비원떡집은 대한민국 서울특별시에 있는 유서 깊은 떡집이다. 1949년에 설립되었으며, 그 이후로 가족 사업을 유지하고 있다. 2010년대에는 3대째 가업을 이어받아 운영되었다. 2017년에는 서울특별시청에 의해 역사적 가치가 있는 상점인 오래가게로 지정되었다. 또한 서울미래유산이기도 하다. 대한민국 음식점 가이드인 블루리본 서베이에 등재되어 있다.
이 가게의 비법은 조선의 마지막 궁녀 중 한 명으로 알려진 한희순(1889–1972)에게서 전수받은 것이다. 그녀는 한국의 마지막 군주인 고종과 순종의 통치 기간 동안 궁중 주방을 감독했다. 그녀는 자신의 비법을 홍간난(1925–1999)에게 전수했다. 홍간난은 1949년에 비원떡집을 열었다. 이 가게는 처음에는 옛 궁궐인 창덕궁 근처에 있었다. 이 가게는 아마도 창덕궁 후원(비원이라고 불림)에서 이름을 따온 것으로 보인다. 이 가게는 대한민국 지도자 박정희 전 대통령이 자주 찾았다고 전해진다. 1984년, 그녀는 1970년대부터 그곳에서 일했던 조카 안인철에게 가게를 넘겨주었다. 홍간난은 사망할 때까지 가게에서 계속 일했다. 안인철은 가게를 종로구 수송동으로 옮겼다. 안인철은 2010년대 초에 자신의 아들 안상민에게 가게를 넘겨주었다.
안상민은 가게를 인수한 후 포장, 디자인, 레시피를 전면 개편하여 매출 증가를 이끌었다고 한다. 떡은 여전히 모두 손으로 만든다고 한다. 안상민은 또한 일본과 중국 고객을 위한 여행 가이드에 가게를 등재하여 매출을 늘렸다. 이 가게는 당일 재고를 준비하며, 재고가 소진되면 일찍 문을 닫는다고 한다.